# Fuge g-Moll BWV 578
Die Fuge g-Moll BWV 578 ist eine Fuge für Orgel von Johann Sebastian Bach.

## Entstehung
Die Fuge in g-Moll entstand vermutlich zwischen 1703 und 1707 während Johann Sebastian Bachs Zeit in Arnstadt. In dieser Zeit setzte sich Bach intensiv mit der Norddeutschen Orgelschule auseinander, insbesondere mit Werken von Meistern wie Dieterich Buxtehude, die für ihre kontrapunktische Komplexität und formale Strenge bekannt waren. Diese Einflüsse spiegeln sich in der Struktur und dem Stil der Fuge wider.
Die früheste Quelle findet sich in der handschriftlichen Sammlung des Andreas-Bach-Buchs, das zwischen 1705 und 1714 entstand. Die Sammlung, die Johann Christoph Bach, der ältere Bruder von Johann Sebastian Bach zusammenstellte, findet sich heute in der Musikbibliothek der Stadtbibliothek Leipzig unter der Signatur: III.8.4.
Für die heutigen Editionen wird vor allem eine Abschrift von Johann Ludwig Krebs herangezogen, die dieser zwischen 1726 und 1735 erstellte.
Die ersten Herausgeber dieser Fuge von Bach fügten dem Titel die Bezeichnung „Kleine“ hinzu, um sie von der „Großen“ Fantasie und Fuge in g-Moll, BWV 542, zu unterscheiden.

## Musik

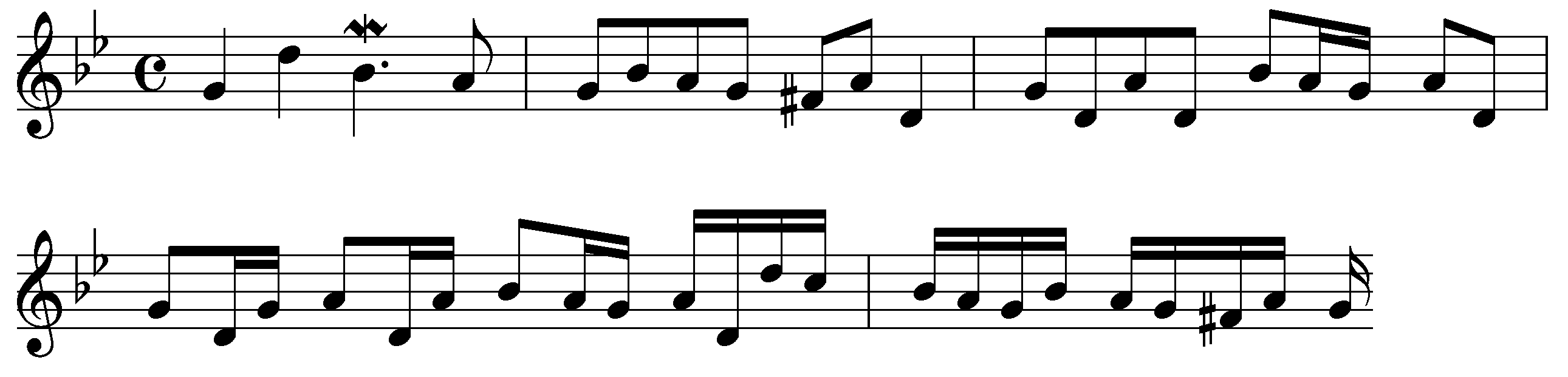
Thema

Die vierstimmige Fuge beruht auf einem viereinhalbtaktigen Thema, das durch seine markante absteigende Linie und rhythmische Prägnanz auffällt. Dieses Thema wird in allen vier Stimmen nacheinander vorgestellt, wodurch der typische polyphone Charakter entsteht.
Bach setzt im Verlauf der Fuge anspruchsvolle kontrapunktische Techniken ein, darunter Engführungen, bei denen das Thema zeitlich versetzt zwischen den Stimmen auftritt, sowie Umkehrungen und Sequenzen, die das thematische Material auf harmonisch und melodisch vielseitige Weise weiterentwickeln. Die verwendeten Modulationen verleihen dem Werk eine harmonische Vielschichtigkeit, sodass die Fuge schließlich in G-Dur endet.
Das Werk steht exemplarisch für Bachs Fähigkeit, kontrapunktische Strenge mit Ausdruckskraft zu verbinden.